# Icpapalol
Icpapalol ("leptir od obsidijana") božica je rata i kraljica Tamoanchana, mjesta na kojem su bogovi stvorili ljude, u astečkoj mitologiji.
Smatralo se da je majka boga Miškoala, koji u drugom mitu ima drukčije podrijetlo.
Prema mitu, ona je pala s neba. Nosila je ogrtač nevidljivosti.